# Uspenka (obwód kirowohradzki)
Uspenka (ukr. Успенка) – wieś na Ukrainie, w obwodzie kirowohradzkim, w rejonie aleksandryjskim, w hromadzie Onufrijiwka. W 2020 liczyła 947 mieszkańców.